# Amphilepida polita
Amphilepida polita is een tweekleppigensoort uit de familie van de Galeommatidae. De wetenschappelijke naam van de soort is voor het eerst geldig gepubliceerd in 1855 door Deshayes.